# Harald Pinxten
Harald Pinxten, né à Hamont-Achel le 1er septembre 1977, est un joueur de football belge qui évolue au poste de défenseur central. Il est surtout connu pour ses quatre saisons disputées à l'Antwerp. Depuis l'été 2014, il porte les couleurs du KFC Nijlen, en Promotion.

## Carrière

### Premières saisons dans les divisions inférieures
Harald Pinxten commence le football à l'âge de cinq ans au Hamontlo VV. En 1989, il rejoint le KVV Overpelt Fabriek, dont il intègre l'équipe première en 1995. Le club évolue alors en Division 2. Il joue son premier match officiel le 7 janvier 1996. Il joue six bribes de matches durant sa première saison puis devient un joueur titulaire la saison suivante. Après la relégation du club en Division 3 en 1997, il est transféré par le KFC Turnhout, un autre club de deuxième division très ambitieux. Il a du mal à trouver sa place dans l'effectif et est le plus souvent remplaçant. Après deux saisons, il recule d'un cran dans la hiérarchie nationale et s'engage au Heusden-Zolder SK, en troisième division.
Sa première saison dans le Limbourg est une réussite et le club joue pour le titre jusqu'en fin de saison. À égalité parfaite avec le RAEC Mons, un test-match doit les départager. Lors de ce match, il inscrit un but pour son équipe, mais il doit s'incliner après l'épreuve des tirs au but. Reversé au tour final de Division 3, il remporte ce mini-tournoi et obtient tout de même sa promotion en deuxième division. Après une nouvelle saison complète en tant que titulaire, il est transféré par l'Antwerp, le plus ancien club de Belgique qui évolue alors en Division 1, où il signe un contrat de quatre ans.

### Passage parmi l'élite
Dès son arrivée au « Great Old » anversois, Harald Pinxten s'impose dans l'axe de la défense et devient un titulaire indiscutable, ne ratant qu'un seul match pour cause de suspension en 2001-2002. Il conserve sa place de titulaire durant les deux saisons qui suivent, ne loupant des rencontres qu'à la suite de suspensions. Il se blesse néanmoins en mars 2004 et reste éloigné des terrains durant près de cinq mois. Entretemps, son club a été relégué en Division 2 mais il a décidé de poursuivre sa carrière à l'Antwerp malgré tout. Le club se qualifie pour le tour final pour la montée en première division mais échoue et doit rester en D2. Son contrat arrivant à terme, le joueur décide de partir tenter sa chance à l'étranger et rejoint le Livingston FC, dans le championnat écossais.
Bien qu'il ait intégré d'emblée l'équipe de base, la saison est catastrophique pour son nouveau club qui enchaîne les défaites et reste accroché à la lanterne rouge. Ses bonnes prestations attirent néanmoins les regards de la presse et du sélectionneur national René Vandereycken, mais il ne sera jamais appelé en équipe nationale. Après la relégation de Livingston en First Division, il décide de quitter le club et de rentrer en Belgique. Il s'engage alors à Overpelt-Lommel United, le club de ses débuts qui venait de changer de nom quelque temps auparavant et évolue alors en deuxième division.

### Retour en Belgique
Harald Pinxten commence bien la saison mais il se blesse gravement à la fin du mois d'août. Il est écarté des terrains pendant sept mois et ne revient dans l'équipe que le 31 mars 2007. Il défend les couleurs du club durant cinq saisons, sans parvenir à décrocher la montée en Division 1. En mai 2011, il quitte Lommel et signe un contrat de trois ans au KFC Esperanza Neerpelt, une équipe de Promotion. Après une saison, il déménage de nouveau et rejoint le KFC Oosterzonen Oosterwijk, également en Promotion. Pour sa première année au club, il remporte le titre de champion de la série C et accède à la Division 3. Après une saison à ce niveau, il décide de rejoindre en juin 2014 le KFC Nijlen, qui évolue alors en première provinciale. Il aide le club à remporter le tour final provincial et à accéder ainsi à la Promotion.

## Palmarès
- 1 fois champion de Promotion en 2013 avec le KFC Oosterzonen Oosterwijk.

## Statistiques
| Saison                | Club                       | Championnat           | Championnat | Championnat | Coupe(s) nationale(s) | Coupe(s) nationale(s) | Total | Total |
| Saison                | Club                       | Division              | M.          | B.          | M.                    | B.                    | M.    | B.    |
| 1995-1996             | KVV Overpelt Fabriek       | Division 2            | 6           | 0           | 0                     | 0                     | 6     | 0     |
| 1996-1997             | KVV Overpelt Fabriek       | Division 2            | 28          | 1           | 0                     | 0                     | 28    | 1     |
| Sous-total            | Sous-total                 | Sous-total            | 34          | 1           | 0                     | 0                     | 34    | 1     |
| 1997-1998             | KFC Turnhout               | Division 2            | 28          | 1           | 1                     | 0                     | 29    | 1     |
| 1998-1999             | KFC Turnhout               | Division 2            | 14          | 0           | 1                     | 0                     | 15    | 0     |
| Sous-total            | Sous-total                 | Sous-total            | 42          | 1           | 2                     | 0                     | 44    | 1     |
| 1999-2000             | Heusden-Zolder SK          | Division 3            | 33          | 5           | 4                     | 0                     | 37    | 5     |
| 2000-2001             | Heusden-Zolder SK          | Division 2            | 29          | 0           | 1                     | 0                     | 30    | 0     |
| Sous-total            | Sous-total                 | Sous-total            | 62          | 5           | 5                     | 0                     | 67    | 5     |
| 2001-2002             | R. Antwerp FC              | Division 1            | 33          | 3           | 2                     | 0                     | 35    | 3     |
| 2002-2003             | R. Antwerp FC              | Division 1            | 31          | 2           | 4                     | 0                     | 35    | 2     |
| 2003-2004             | R. Antwerp FC              | Division 1            | 22          | 1           | 2                     | 0                     | 24    | 1     |
| 2004-2005             | R. Antwerp FC              | Division 2            | 36          | 2           | 3                     | 0                     | 39    | 2     |
| Sous-total            | Sous-total                 | Sous-total            | 122         | 8           | 11                    | 0                     | 133   | 8     |
| 2005-2006             | Livingston FC              | Premier League        | 26          | 3           | 0                     | 0                     | 26    | 3     |
| Sous-total            | Sous-total                 | Sous-total            | 26          | 3           | 0                     | 0                     | 26    | 3     |
| 2006-2007             | Overpelt-Lommel United     | Division 2            | 9           | 0           | 2                     | 0                     | 11    | 0     |
| 2007-2008             | Overpelt-Lommel United     | Division 2            | 36          | 0           | 3                     | 0                     | 39    | 0     |
| 2008-2009             | Overpelt-Lommel United     | Division 2            | 25          | 0           | 3                     | 0                     | 28    | 0     |
| 2009-2010             | Overpelt-Lommel United     | Division 2            | 38          | 2           | 2                     | 0                     | 40    | 2     |
| 2010-2011             | Lommel United              | Division 2            | 40          | 3           | 3                     | 0                     | 43    | 3     |
| Sous-total            | Sous-total                 | Sous-total            | 148         | 5           | 13                    | 0                     | 161   | 5     |
| 2011-2012             | KFC Esperanza Neerpelt     | Promotion             | 26          | 6           | 5                     | 1                     | 31    | 7     |
| Sous-total            | Sous-total                 | Sous-total            | 26          | 6           | 5                     | 1                     | 31    | 7     |
| 2012-2013             | KFC Oosterzonen Oosterwijk | Promotion             | 31          | 4           | 1                     | 0                     | 32    | 4     |
| 2013-2014             | KFC Oosterzonen Oosterwijk | Division 3            | 28          | 6           | 3                     | 0                     | 31    | 6     |
| Sous-total            | Sous-total                 | Sous-total            | 57          | 10          | 4                     | 0                     | 61    | 10    |
| 2014-2015             | KFC Nijlen                 | 1re prov.             | 34          | 2           | 0                     | 0                     | 34    | 2     |
| Sous-total            | Sous-total                 | Sous-total            | 34          | 2           | 0                     | 0                     | 34    | 2     |
| Total sur la carrière | Total sur la carrière      | Total sur la carrière | 553         | 41          | 40                    | 1                     | 593   | 42    |